# Fernando Pérez Calvillo
Pour les articles homonymes, voir Fernando Pérez, Pérez et Calvillo.
Fernando Pérez Calvillo,  né à Tarazona de Aragón, Espagne, et mort avant le 21 juillet 1404, est un cardinal espagnol, créé par l'antipape d'Avignon Benoît XIII.

## Biographie
Fernando Pérez Calvillo étudie  à l'université de Bologne. Il est chanoine et doyen à Tarazona,  archiprêtre de  Calatayud et chambellan et référendaire de Notre-Dame El Pilar de Saragosse. Il accompagne le  cardinal Pedro Martínez de Luna y Gotor, le futur Benoît XIII, au conclave de 1378, lors duquel Urbain VI est élu. Pérez Calvillo est aumônier et auditeur au palais apostolique.  En 1383 il est élu évêque de Vich. Mgr Pérez est en conflit permanent avec le chapitre de Vich et en 1391 il est transféré au diocèse de Tarazona.
Après l'élection du cardinal Pedro Martínez de Luna y Gotor  comme l'antipape Benoît XIII, Pérez Calvillo est nommé chambellan et exerce plusieurs missions pour l'antipape. Il est nommé référendaire du pape en 1396. La même année est part à Rome à convaincre le pape Boniface IX de trouver un via conventionis, mais l'entretien  finit pas en mauvaises termes.
L'antipape Pierre de Lune, Benoît XIII, le créé cardinal au consistoire du 12 décembre 1395. De Boïl est nommé légat en Aragon. Après le départ de France du camp de Benoît XIII, le cardinal Pérez est un des seuls cinq cardinaux qui restent à côté de Benoît XIII.